# Koslows gors
De Koslows gors (Emberiza koslowi) is een zangvogel uit de familie van gorzen (Emberizidae). De vogels is genoemd naar Pjotr Kozlov.

## Verspreiding en leefgebied
Deze soort komt voor van de Himalaya tot westelijk Centraal-China.